# Jóga
Jóga (v dévanágarí योग, v původním konkrétním významu znamená jho, nejbližší český překlad spojení) znamená obnovení spojení individuálního Já (Átman) s universálním Bytím (Brahman (=Brahma) / paramátman). Sanskrtský výraz jóga, odvozený od slovního kořenu judž, má mnoho různých významů, z nichž nejužívanější jsou: připoutat, spojit, sjednotit, jednota nebo ovládnout.
Nejstarší zmínky o józe pocházejí z bráhman (900 až 500 př. n. l.) jako o asketických praktikách světců. V upanišadách se mluví o způsobech meditace a uctívání, které pochází z let kolem 900 př. n. l. Nejznámější zmínky o józe pocházejí z Bhagavadgíty (200 př. n. l.) a Pataňdžaliho jóga súter (300 až 200 př. n. l.).

## Přehled
Cestou jógy je možné překonat nepravé ego (ahankára); toto falešné ego zastírá pohled na pravou podstatu bytí a činí nás nešťastnými, neboť se upínáme na dočasnou hmotnou existenci v podobě našeho hmotného těla a hmotného světa, které jsou zdroji utrpení (duhkha). Podle filosofie jógy je pravou podstatou života věčné bytí (sat), vědomí (čit) a blaho (ánanda). S touto podstatou se jogín na konci své cesty trvale ztotožní, což se nazývá osvícení nebo osvobození (mókša). Povaha tohoto ztotožnění je v různých školách jógy (daršany) různě definována.

### Bhagavad Gita
Bhagavadgíta, v dévanágarí: भगवद् गीता, a v českém překladu „Píseň Vznešeného“, je jednou z nejvýznamnějších posvátných knih hinduismu. Její autoritu přijímají všechny hlavní hinduistické filosofické školy nazývané také daršany. Je součástí rozsáhlého staroindického eposu Mahábhárata (kapitoly 25–42 knihy Bhíšmaparvan). Mahábhárata vznikala postupným přidáváním a rozšiřováním v letech 800 až 400 př. n. l. a Bhagavadgíta byla pravděpodobně dokončena v období kolem roku 200 př. n. l.
V Bhagavadgítě je sanskrtské slovo jóga užito v mnoha spojitostech a významech:
- Karmajóga – jóga nesobecké činnosti. Jógin se snaží o nesobecký život a nesobeckou službu druhým bytostem; touto jógou se očišťuje charakter člověka, mysl i vědomí.
- Bhaktijóga – jóga lásky a oddanosti; v této józe žák, bhakta, uctívá božstvo v některé jeho podobě či formě (Višnu, Šiva ap.) a odevzdává mu svůj život. Láska a sebeobětování ruší iluzi nepravého ega a jógin dosahuje osvícení.
- Džňánajóga – jóga poznání a moudrosti; jógin takto dospívá k sebepoznání a osvícení studiem a meditací.

### Jóga sútry

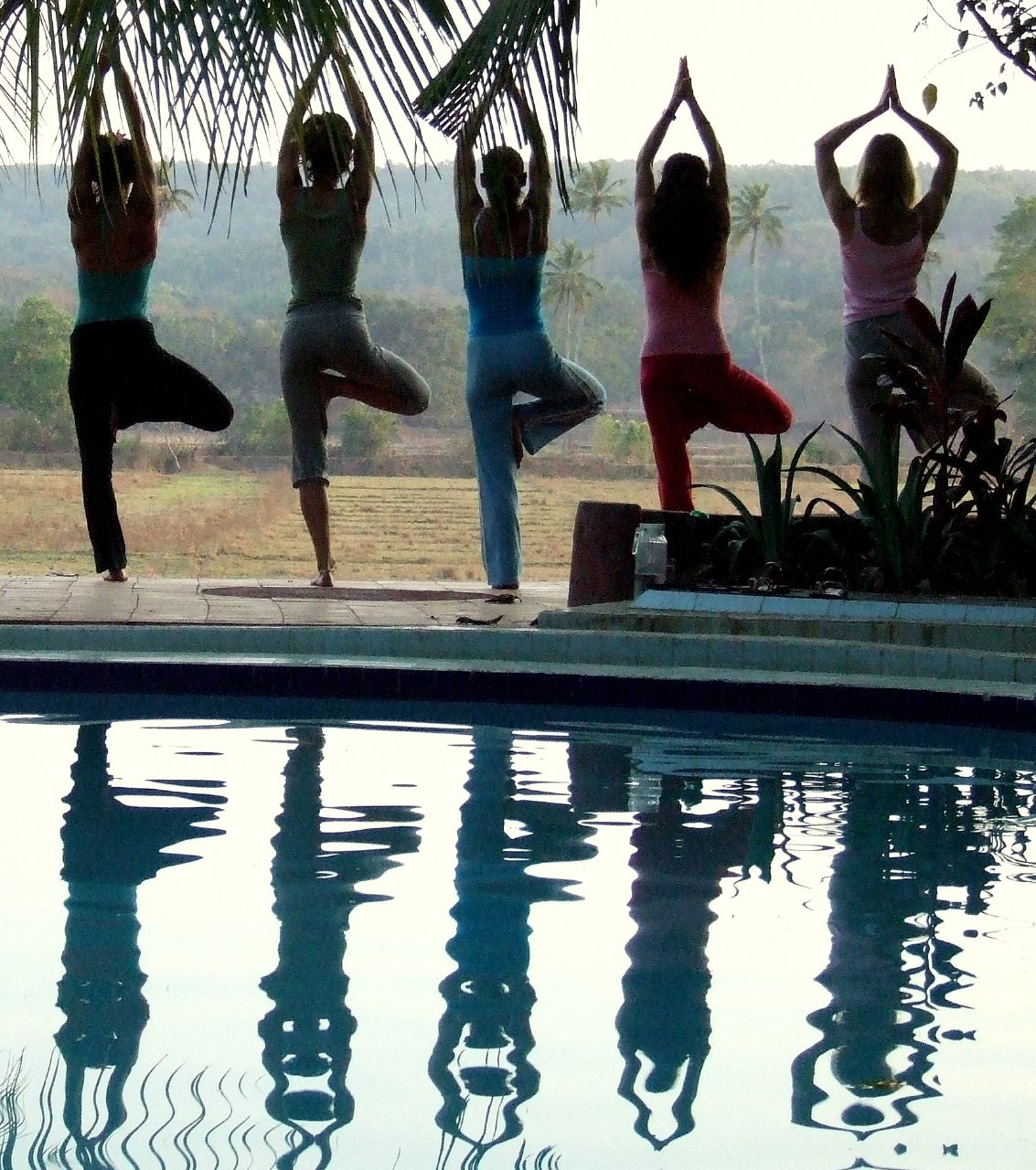
Vrks ásana

Pataňdžali (v dévanágarí पतञ्जलि ) je znám jako autor jóga súter a obšírného komentáře Mahábhášja na Pániniho Osmero pojednání (Aštadhjájí), kde komentuje sanskrtskou gramatiku. Není ale dokázáno, že obě tato díla pocházejí od téhož autora; jeho nejznámějším dílem jsou Jógasútry, které komponoval v letech 200 až 150 př. n. l. Podle Pataňdžaliho samádhipáda je jóga:
a vysvětluje v sadhanapáda osm odvětví jógy (jógánga ánušthánád), závislých na stavu vědomí (džňánah díptih), které vedou ke sjednocení (vivékah khjátéh):
1. Jama – vývojem správného jednání – pravdivost (satja), nenásilnost (ahimsá) nesobeckost (astéja), mravnost (brahmačarja) a bezmajetnost (aparigraha);
2. Nijama – vývojem duchovních hodnot – čistota (šauča), soucit (santóša), askeze (tapas), studium véd (svadhája), oddanost Nejvyššímu pánu (íšvarapranidhána);
3. Ásana – vývojem držení těla (klasická hatha jóga);
4. Pránájáma – vývojem vdechu, výdechu a zadržení dechu;
5. Pratjáhára – vývojem nelpění na objektech smyslů;
6. Dháraná – vývojem zaměření smyslů;
7. Dhjána – vývojem meditace o paramátman;
8. Samádhi – vývojem spojení s paramátman;

## Cesty
Lidé se liší svými city, myšlenkami, cíli a zálibami. Proto také existují různé jógové cesty, které vyhovují odlišným sklonům a vlohám různých lidí. Nejsou od sebe zcela oddělené; jsou spolu naopak navzájem provázány:
- Karmajóga se zabývá činy, jejich příčinami a následky. Každý skutek působí na tělo, mysl a vědomí, a podle úmyslu a etické hodnoty, s níž byl vykonán, pak vypadá i výsledek.[8]

- Bhaktijóga je cestou oddanosti a lásky k Bohu i celému stvoření – k lidem, stejně jako ke zvířatům a celé přírodě.[9]

- Rádžajóga je nazývána také královskou cestou jógy nebo osmistupňovou stezkou. Je to cesta sebekázně a zahrnuje mimo jiné i techniky, které jsou nám známy – ásany, pránájámy, meditace a krije.[10]

- Džňánajóga je filozofická cesta. Studiem, cvičením a praktickými zkušenostmi vede k sebepoznání a k rozlišení mezi skutečností a neskutečností.[11]

- Hathajóga znamená disciplinované cvičení a jednání s využitím síly vůle a energie. Hathajóga zahrnuje šest očistných technik, šat krijí neboli šat karem.[12]

## Jóga v Česku
Průkopnicí jógy v Československu byla Milada Bartoňová (1917–2008), Československo navštěvovali na pozvání vládních představitelů čelní představitelé jógy např. André van Lysebeth, Mukund Vinájak Bhóle, Vishnudevananda Saraswati z Kanady, Višvaguru Mahéšvaránada z Vídně a jiní. Širší veřejnosti byla roku 1972 zpřístupněna kniha André van Lysebetha Jóga a Tělovýchovná jednota Jóga Olomouc vydala v roce 1979 knihu Jaroslava Šedivého (1926–2002) Jóga očima lékaře. Lékaři studovali účinky jógy v Indii ve střediscích Višvayatan Jóga ášram v Novém Dillí, v Kaival yadhama a Yoga Institute Santa Cruz v Bombaji, dále pak v Yoga Sadhana Kerndra v Benáresu. Tato střediska prováděla na mezinárodní úrovni výzkum léčebných účinků jógy; takto získané poznatky byly aplikovány v psychiatrii a ve střediscích vrcholového sportu v Československu. V české medicíně jsou z pohledu praxe a ověřených zkušeností využívány některé prvky jógy v rehabilitačním lékařství; je třeba mít na paměti, že ne všechny prvky jógy jsou bezpečné.

## Kritika
Bengálský marxistický filosof Debíprasád Čattopádhjáj (দেবীপ্রসাদ চট্টোপাধ্যায) napsal o józe:
| „ | Tato cvičení nás vedou zpět k primitivním dobám, k exotickým ritům divochů, v nichž nalézáme všechny druhy kouzelnictví, které je prováděno s představou, že budou získány podivuhodné síly, jež však není ničím jiným než nejnamáhavějšími cvičeními k přivození chorobných duševních stavů. | “ |